# Josefskapelle (Mützenich (Monschau))

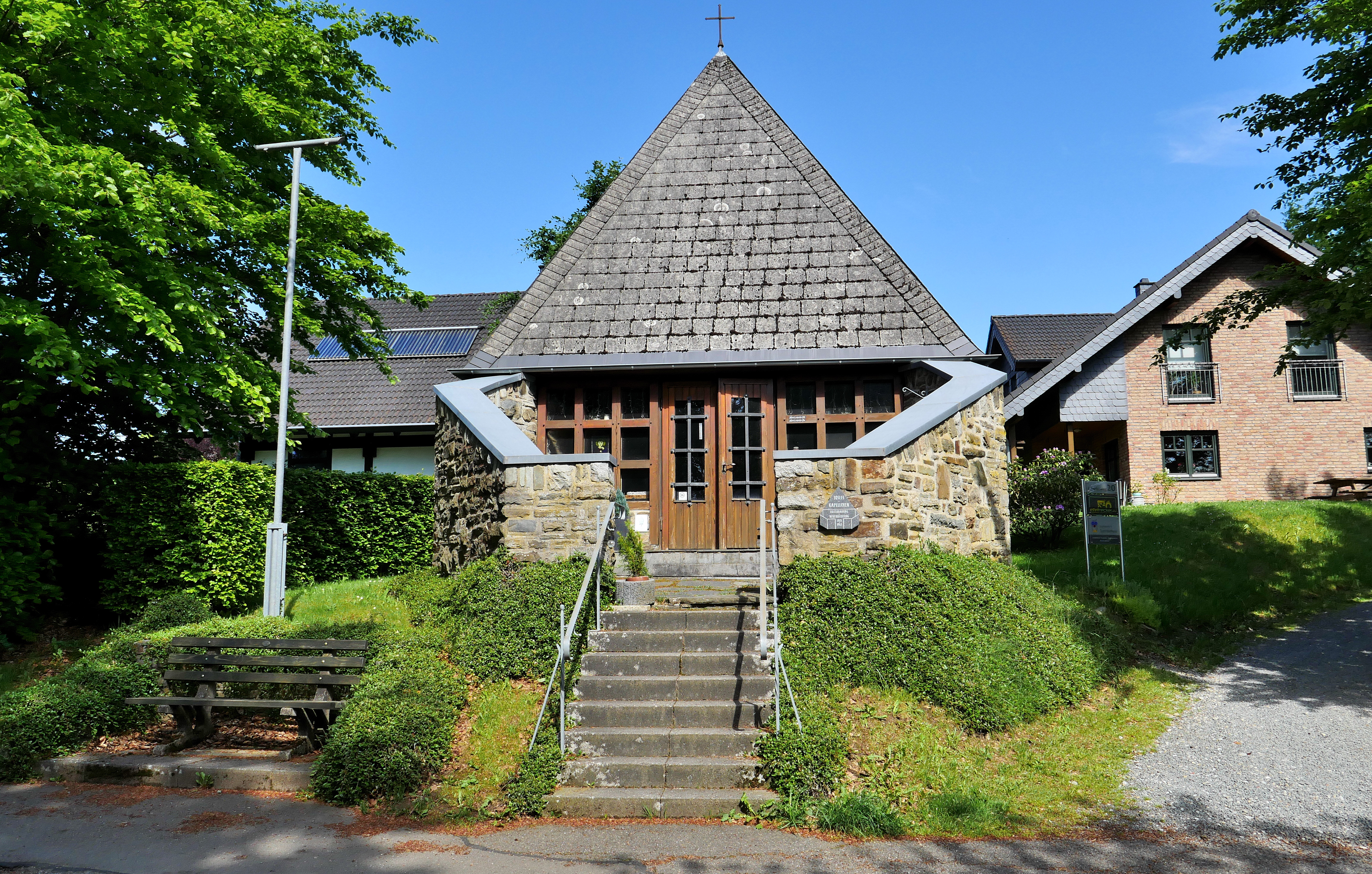
Josefskapelle (2024)

Die römisch-katholische Josefskapelle ist ein Kirchenbau in Mützenich, einem Stadtteil von Monschau in der nordrhein-westfälischen Städteregion Aachen. Sie liegt südlich des Ortszentrums an der Gabelung der Straßen Steindrich und Kapellenweg mit Blick über das Tal der Rur.

## Geschichte
Die Initiative zum Bau einer Kapelle im Ort Mützenich ging von den drei Brüdern Heinen aus, die um 1800 zusammen mit ihrer Schwester aus Dreiborn dorthin zugezogen waren und zwei Häuser errichtet hatten. Nachdem Theodorich Heinen, einer der drei Brüder, unversehrt vom Russlandfeldzug 1812 Napoleons, an dem er als Soldat teilgenommen hatte, nach Mützenich zurückgekehrt war, errichtete er als Dank zusammen mit seinen Brüdern eine oktogonale Kapelle aus Bruchsteinen, die in Abwandlung seines Vornamens fortan „Derichs-Kapellchen“ genannt wurde. Dieses war damit auch das erste „Heiligenhäuschen“ im Ort Mützenich.
Die Ausstattung der Kapelle bestand anfangs aus einem einfachen Tisch und einem großen hölzernen Wegkreuz an der Rückwand sowie einer kleinen Muttergottesfigur in einer kleinen Nische an der linken und einem Öllämpchen an der rechten Wandseite. Zusätzlich hing ein weiteres Kreuz mit weiß-blau bemalten Perlen in Anlehnung an einem Rosenkranz seitlich an der Decke.
Bis zum Bau der Mützenicher Pfarrkirche St. Bartholomäus in den Jahren 1847 bis 1850 diente die „Derichskapelle“ als Gebetsstätte für die Anwohner des Ortes, für Rosenkranzandachten sowie zeitweilig bis 1888 als vierte Station der Fronleichnamsprozessionen. Noch bis zur Mitte des 20. Jahrhunderts fanden dort jeden Mittwoch regelmäßige Andachten statt.
Nachdem der Pfarrer von Mützenich, Hermann Josef Füting, für seine Pfarrkirche zu Weihnachten 1938 eine neue Statue, die den hl. Josef von Nazareth als Arbeiter darstellte, erworben hatte, gelobte er, sobald es zu einem Ausbau der Kirche kommen sollte, dem hl. Josef eine besondere Kapelle erbauen zu lassen. Obwohl der Ausbau der Pfarrkirche noch lange auf sich warten ließ und erst in den Jahren 1954/1955 vollzogen wurde, entschloss sich Pfarrer Füting, angeregt durch eine zweckgebundene Spende, für eine notwendige Sanierung des Derichskapellchens und stellte zunächst eine alte Josefsstatue dort auf. Zusammen mit dem Bildhauer Haak aus Erkelenz wurde nun der Altarraum der Kapelle umgewandelt und anstelle des einfachen Tisches eine feste Altarplatte mit einem aufgesetzten neuen Flügelaltar aus Eichenholz errichtet, auf dem mittig der hl. Josef mit dem Jesuskind dargestellt ist. Rechts und links daneben befinden sind in den Seitenflügeln je drei weitere Motive mit Begebenheiten aus dem Leben der hl. Familie. Diese sind im Einzelnen:
- Josef hält seinen Mantel schützend über Maria und Jesuskind in der Krippe,
- Josef nimmt Anteil am Zeugnis des Simeon und der Hanna über Jesus, die Jesus als Heil für alle Völker, als Licht für die Heiden und als Herrlichkeit für das Volk Israel preisen,
- Josef flieht mit Maria und Jesus nach Ägypten,
- Josef sucht mit Maria in Jerusalem den zwölfjährigen Jesus,
- Josef führt als Zimmermann in Nazareth mit Maria und Jesus ein verborgenes Leben,
- Josef stirbt, Maria und Jesus sind bei ihm.

Anfang 1942 waren die Sanierungsarbeiten abgeschlossen und ein neuer fester Altaraufbau fertiggestellt und die Kapelle konnte am 19. März, dem Josefstag, vom Pfarrer Füting im Beisein von neun vertrauten und verschwiegenen Personen nun als Josefskapelle eingeweiht werden. Die Weihe der Kapelle musste heimlich hinter verschlossener Tür geschehen, weil man ein Verbot durch die Nationalsozialisten befürchtete.
Erst im Jahr 1967 wurde das Gelübde des Pfarrers Füting aus dem Jahr 1938 endgültig und vollständig umgesetzt. Dazu wurde im Februar 1967 der Aachener Architekt Heinz Sauer mit den Planungen zum Neubau einer Kapelle beauftragt und im April die entsprechenden Genehmigungen seitens der Behörden eingeholt. Am 27. April 1967 wurde schließlich die alte Josefskapelle abgerissen und einen Tag später der Grundstein für die neue Kapelle gelegt. Im Juli 1967 konnte dann das Richtfest gefeiert und am 19. März 1968 die Kapelle offiziell und nunmehr auch öffentlich durch Pastor Scheidt geweiht werden. Seitdem wird sie mit Hilfe ortsansässiger Handwerker und freiwilliger Helfer aus der Nachbarschaft regelmäßig saniert und gepflegt.

## Baucharakteristik
Die Kapelle steht auf einer erhöhten Fläche, die von der Straße aus über einen achtstufigen Treppenaufgang erreichbar ist. Dieser führt seinerseits auf einer trapezförmigen Vorfläche, die mit einer hüfthohen kräftigen mit Zinkblechen abgedeckte Bruchsteinmauer eingerahmt ist, die bis zur Traufe des Kapellendachs reicht. Der Kapellenbau selbst hat einen dreieckigen Grundriss, der an die Kopfseite der trapezförmigen Vorfläche anschließt und mit dieser zusammen ein Fünfeck bildet. Er ist mit einem Zeltdach abgedeckt, auf dem ein kleines Metallkreuz aufgesetzt ist. Der gesamte Eingangsbereich ist in kleinen mit breitem Holzrahmen aufgeteilte Fensterabschnitte unterteilt, zwischen denen mittig eine kräftige hölzerne Doppelflügeltür eingelassen ist.
Im Inneren sind keine weiteren Fenster eingebaut worden. Die hintere Spitzecke füllt der Flügelaltar aus, der auf einer über die gesamte Breite gehendem Altarplatte aufgestellt. Der Raum darunter wird für jahreszeitliche Blumengebinde oder in der Weihnachtszeit für den Aufbau der Krippe genutzt. Zwei Kerzenständer und kleinere Bilder sowie diverse Votivtäfelchen mit Danksagungen ergänzen die Dekoration.